# Dolichoderus etus
Dolichoderus etus   (лат.) — вид муравьёв рода Dolichoderus из подсемейства Dolichoderinae (Formicidae). Австралия (Новый Южный Уэльс). Длина около 5 мм, окраска в основном чёрная, брюшко с бронзовым отливом, ноги коричневые. Пронотум и проподеум с длинными шипами (doriae group). Головной индекс (CI, соотношение ширины головы к длине × 100): 90—99. Длина головы рабочих 1,73—1,91 мм, длина скапуса 1,99—2,15 мм, ширина головы 1,65—1,82 мм. Индекс скапуса (SI, соотношение длины скапуса к длине головы × 100): 113—125.  Стебелёк между грудкой и брюшком состоит из одного членика петиолюса. Обнаружены в разнообразных условиях от сухих до влажных склерофитных. Гнёзда в почве. От прочих австралийских видов рода Dolichoderus отличается направленными вперёд пронотальными шипами. Вид был впервые описан в 2013 году австралийскими мирмекологами Стивеном Шаттаком и Шароном Марзденом (Shattuck Steven O. & Sharon Marsden; CSIRO Ecosystem Sciences, Канберра, Австралия).